# Tchien-čou
Tchien-čou (čínsky 天舟, čínsky pchin-jinem Tianhzou, doslovně Nebeská loď) je autonomní kosmická loď, postavená a provozovaná Čínskou národní vesmírnou agenturou (CNSA) za účelem zásobování Vesmírné stanice Tchien-kung (TSS). První start se uskutečnil 20. dubna 2017 na raketě Dlouhý pochod 7.

## Design lodi

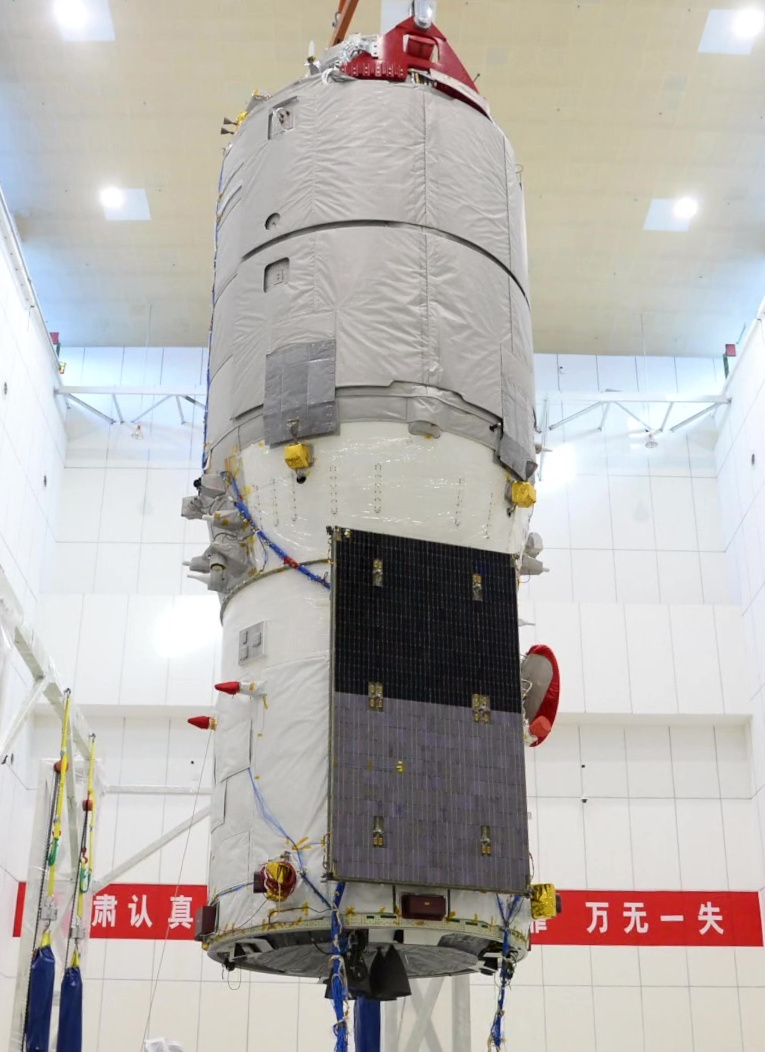
Loď Tchien-čou 2 v montážní hale.

Loď Tchien-čou byla vyvinuta na základě kosmické laboratoře Tchien-kung 1 a má proto podobné uspořádání a rozměry. Skládá se ze servisního modulu, v němž je umístěn pohon, energetický systém a další zařízení nezbytná pro provoz kosmické lodi, a orbitálního modulu, v němž je 15 m³ hermetizovaného prostoru určeného pro dopravovaný náklad. Servisní modul je dlouhý 3,3 metru a má průměr 2,8 metru, nákladní modul je dlouhý 5 metrů a v průměru měří 3,35 metru. Celková délka včetně dokovacího zařízení dosahuje 10,6 metru. Maximální šířka po rozevření solárních panelů dosahuje 14,9 metru.
Maximální startovní hmotnost původní varianty lodi dosahovala zhruba 13,5 tuny, z čehož byla zhruba polovina vyčleněna pro náklad – nosnost lodi dosáhla až 6 640 kg, včetně 2 000 kg pohonných hmot. 
Oproti laboratoři Tchien-kung 1 existuje několik významných rozdílů – servisní modul Tchien-čou má větší počet nádrží na pohonné látky a výkonnější pohonný systém. Hlavní pohon používaný pro orbitální manévry tvoří 4 raketové motory s jednotkovým tahem 490 newtonů, zatímco Tchien-kung 1 měla jen dva. Nákladní loď má na obou polích solárních panelů pouze tři segmenty solárních panelů, oproti pěti u vesmírné laboratoře.
Lodi Tchien-che jsou plně autonomní, schopné provádět plně automatizované setkávací manévry a dokování a automatické přečerpávání paliva do vesmírné stanice. Podobně jako u jiných nákladních lodí, jejichž kabiny nepřistávají na Zemi, bývá loď bude před odletem ze stanice naplněna až 6 tunami odpadu, který spolu s ní shoří po vstupu lodi do atmosféry Země. V připojení k TSS je loď schopna let až 365 dní.

### Modifikovaná varianta
Šestá loď Tchien-čou odstartovala v modifikované variantě, která především zvýšila kapacitu pro dopravu nákladu asi o 20 % na 7 400 kg. Stalo se tak díky modernizované vnitřní konstrukci, která současně zlepšila uspořádání přetlakového nákladního modulu. I přes provedené změny je celková maximální startovní hmotnost lodi asi 13,5 tuny, podobně jako v předchozí variantě. Tchien-čou 8 odletěla dokonce se 7 500 kg nákladu a celkovou startovní hmotnosti 14 000 kg.
Modifikovaná varianta umožňuje zásobovat kontinuální tříčlennou posádku na TSS pomocí tří lodí Tchien-čou během dvou let, zatímco na počátku programu bylo nutné vyslat dvě lodi Tchien-čou každý rok. Proto se v roce 2023 uskutečnil jediný let (Tchien-čou 6) a na rok 2024 CNSA naplánovala dva (Tchien-čou 7 v lednu a Tchien-čou 8 v listopadu).

## Seznam misí
| kosmická loď | start (UTC)                  | raketa          | stanice                      | hmotnost nákladu (kg) | připojení k TSS (UTC)     | odpojení od TSS (UTC)         | zánik (UTC)               | délka letu                  |
| ------------ | ---------------------------- | --------------- | ---------------------------- | --------------------- | ------------------------- | ----------------------------- | ------------------------- | --------------------------- |
| Tchien-čou 1 | 20. dubna 2017, 11:41:35     | Dlouhý pochod 7 | Tchien-kung 2                | –                     | 21. dubna 2017, 04:16     | 22. září 2017, 08:15          | 22. září 2017, ~10:00     | 154 dní, 22 hodin, 19 minut |
| Tchien-čou 2 | 29. května 2021, 12:55:29    | Dlouhý pochod 7 | Vesmírná stanice Tchien-kung | 6 640 kg              | 29. května 2021, 21:01    | 27. března 2022, 07:59        | 31. března 2020, 10:40    | 305 dní, 21 hodin, 45 minut |
| Tchien-čou 3 | 20. září 2021, 07:10:11      | Dlouhý pochod 7 | Vesmírná stanice Tchien-kung | ~ 6 600 kg            | 20. září 2021, 14:08      | 17. července 2022, 02:59      | 27. července 2022, 03:31  | 309 dní, 21 hodin, 20 minut |
| Tchien-čou 4 | 9. května 2022, 17:56:37     | Dlouhý pochod 7 | Vesmírná stanice Tchien-kung | ~ 6 000 kg            | 10. května 2022, 00:54    | 9. listopadu 2022, 06:55      | 14. listopadu 2022, 23:21 | 189 dní, 5 hodin, 24 minut  |
| Tchien-čou 5 | 12. listopadu 2022, 02:03:12 | Dlouhý pochod 7 | Vesmírná stanice Tchien-kung | ~ 6 000 kg            | 12. listopadu 2022, 04:10 | 11. září 2023, 08:46          | 12. září 2023, 01:13      | 303 dní, 23 hodin, 10 minut |
| Tchien-čou 6 | 10. května 2023, 13:22:51    | Dlouhý pochod 7 | Vesmírná stanice Tchien-kung | ~ 7 400 kg            | 10. května 2023, 21:16    | 12. ledna 2024, 08:02         | 19. ledna 2024, 12:37     | 253 dní, 23 hodin, 14 minut |
| Tchien-čou 7 | 17. ledna 2024, 14:27:31     | Dlouhý pochod 7 | Vesmírná stanice Tchien-kung | ~ 7 400 kg            | 17. ledna 2024, 17:46     | 10. listopadu 2024, 08:30 UTC | 18. listopadu 2024, 13:25 | 305 dní, 22 hodin, 58 minut |
| Tchien-čou 8 | 15. listopadu 2024, 15:13:18 | Dlouhý pochod 7 | Vesmírná stanice Tchien-kung | ~ 7 500 kg            | 15. listopadu 2024, 18:32 | 8. července 2025, 07:09       | 8. července 2025, 22:42   | 235 dní, 7 hodin, 29 minut  |
| Tchien-čou 9 | 14. července 2025, 21:34     | Dlouhý pochod 7 | Vesmírná stanice Tchien-kung | ~ 7 200 kg            | 15. července 2025, 00:52  | let pokračuje                 | let pokračuje             | dosud 14 dní                |

## Popisy misí
Kosmické lodi Tchien-čou jsou do vesmíru vynášeny raketami Dlouhý pochod 7 z kosmodromu Wen-čchang.

### Tchien-čou 1
První mise nové čínské nákladní lodi odstartovala 20. dubna 2017 v 11:41:35 UTC. Hlavním cílem letu bylo demonstrovat schopnosti projektu vytvořeného kvůli zásobování plánované modulární vesmírné stanice, především manévrování a tankování paliva. Proto se loď 22. dubna 2017 v 04:16 UTC spojila s orbitální laboratoři Tchien-kung 2, která byla na oběžné dráze už sedm měsíců. Několik hodin po připojení začal první text přečerpávání paliva, který trval pět dní a skončil 27. dubna v 11:07 UTC. V následujících týdnech se uskutečnila řada dalších testů a experimentů včetně druhého zkušebního čerpání, tentokrát dvoudenního, ukončeného 15. června 2017 v 10:28 UTC.
Poté se Tchien-čou 1 od stanice 19. června v 01:37 UTC oddělila a odletěla do vzdálenosti asi 5 kilometrů. Pak obletěla orbitální laboratoř zezadu dopředu ve směru letu a otočila se dokovacím portem směrem k ní, zatímco laboratoř se otočila směrem k nákladní lodi. Ta se pak přiblížila až na 30 metrů a nakonec se s laboratoří Tchien-kung 2 v 6:55 UTC znovu spojila. K dalšímu rozpojení obou těles došlo 21. června v 01:16 UTC, kdy se nákladní loď nejprve vzdálila na 120 metrů a poté se vydala na bezmála dvouměsíční samostatný let po téměř kruhové oběžné dráze ve výši 390 kilometrů, během něhož prováděla řadu vědeckých experimentů a mimo jiné vypustila jeden cube-sat zaměřený na ověřování nových leteckých technologií. Loď se pak ke stanici přiblížila a připojila ještě potřetí, a to 12. září 2017 v 15:58 UTC.
Ještě než se loď od orbitální laboratoře definitivně odpojila, provedla třetí, tentokrát třídenní testovací tankování, které skončilo 16. září ve 12:17 UTC a přečerpáno při něm bylo asi 250 kilogramů paliva a okysličovadla.
Nákladní loď Tchien-čou 1 se od laboratoře Tchien-kung 2 odpojila 17. září 2017 v 08:15 UTC a 22. září kolem 10:00 UTC zahájila řízený sestup do atmosféry, kde zanikla.

### Tchien-čou 2
Druhý let nákladní lodi typu Tchien-čou je současně premiérou v naplnění účelu, pro který byl tento projekt vytvořen – kvůli dopravě nákladu na Vesmírnou stanici Tchien-kung. Start se uskutečnil 29. května 2021 ve 12:55.29 UTC a loď se připojila k zadnímu portu modulu Tchien-che týž den ve 21:01 UTC. Loď na stanici přiletěla se zásobou paliva (1,95 tuny), potravin pro posádku lodi Šen-čou 12, vody, plynů a dalších materiálů a vybavení včetně dvou skafandrů pro výstupy do volného prostoru (celkem 4,69 tuny).
Po odletu lodi Šen-čou 12 (připojena byla od 17. června do 16. září 2021) se Tchien-čou 2 odpojila od zadního portu modulu Tchien-che 18. září 2021 v 02:25 UTC, odmanévrovala před přední port a kolem 06:00 UTC se k němu připojila.
Loď v dalších měsících sloužila mimo jiné jako testovací zátěž pro test robotického manipulátoru stanice v rámci přípravy na manévrování s budoucími laboratorními moduly Wen-tchien a Meng-tchien, které mají ke stanici přiletět v roce 2022. Posádka stanice proto 5. ledna 2022 pomocí manipulátoru odpojila ve 22:12 UTC nákladní loď Tchien-čou 2 od hlavního modulu Tchien-che a po zkušebním posunu směrem k jednomu z bočních portů ji ve 22:59 UTC připojila zpět k původnímu portu. A hned o dva dny později, 7. ledna 2021, se Tchien-čou 2 oddělila znovu, tentokrát autonomně, a odletěla do vzdálenosti 200 metrů, odkud ji posádka ze stanice s pomocí dálkového ovládání opětovně připojila na stejné místo. Asi dvouhodinový test skončil v 23:55 UTC.
Loď se od stanice definitivně oddělila 27. března 2022 v 07.59 UTC. Poté loď využila rezervu pohonných hmot k úspěšnému provedení dvouhodinového testu rychlého setkání s vesmírnou stanicí a 31. března 2020 v 10:40 UTC řízeně vstoupila do atmosféry a zanikla nad Jižním Pacifikem po necelých 306 dnech letu.

### Tchien-čou 3
Třetí loď Tchien-čou – a druhá, která zamířila k Vesmírné stanici Tchien-kung – odstartovala 20. září 2021 v 07:10:11 UTC a po pouhých sedmi hodinách, v 14:08 UTC, doputovala k cíli své cesty na oběžné dráze přibližně 385 kilometrů nad povrchem Země, když se připojila k zadnímu portu modulu stanice. K témuž, který byl jen o několik desítek hodin dříve uvolněn lodí Tchien-čou 2 předtím, než se přemístila k přednímu portu. Pro půlroční misi posádky, kterou na stanici později přivezla loď Šen-čou 13, nákladní loď doručila zhruba 1 tunu paliva a celkem 5,6 tuny dalších zásob. Tvořilo je vybavení pro vědecké experimenty, potraviny a také náhradní skafandry pro posádku.
Loď se 19. dubna 2022 v 21:02 UTC odpojila od zadního a 20. dubna 2022 v 01:06 UTC připojila k přednímu portu stanice. Definitivně stanici opustila 17. července 2022, aby uvolnila přední port pro přílet modulu Wentian o týden později, a zanikla v horních vrstvách atmosféry 27. července v 03:31 UTC, přičemž podle čínských údajů malá část zbytků dopadla do vod jižního Tichého oceánu.

### Tchien-čou 4
Čtvrtý let se palivem pro Vesmírnou stanici Tchien-kung a zásobami pro nadcházející let Šen-čou 14 s posádkou další expedice začal startem 9. května 2022 v 17:56:37 UTC a o sedm hodin později, 10. května v 00:54 UTC, se připojila k zadnímu (aft) portu Vesmírné stanice Tchien-kung. Náklad o hmotnosti kolem 5 tun tvořily životní potřeby pro budoucí posádku, zařízení pro údržbu vesmírné stanice, vybavení pro vědecký program včetně lednice pro biomedicínský výzkum, semena plodin. V lodi byla dále zhruba 1 tuna paliva pro motory stanice.
Od stanice se Tchien-čou 4 odpojila 9. listopadu 2022 v 06:55 UTC a o čtyři dny později otestovala možnost umístění malého satelitu na oběžnou dráhu – soukromý cubesat pojmenovaný SmartSat 3A byl 13. listopadu ve 22:02 UTC v pořádku uveden na dráhu o výšce asi 380 kilometrů nad Zemí a záhy navázal s pozemní kontrolou a začal plnit své úkoly. Loď poté 14. listopadu 2022 ve 23:21 UTC vstoupila do atmosféry, kde její většina shořela a zbylé trosky dopadlo do obvyklé oblasti v jižním Tichém oceánu.

### Tchien-čou 5
Další loď k TSS odstartovala 12. listopadu 2022 v 02:03:12 UTC a spojila se s ní v 04:10:57 UTC, což čínská média označila za rekord (2 hodiny a 7 minut) v rychlosti spojení tělesa po startu s jiným tělesem na oběžné dráze (dosud nejrychlejším spojením měl být přílet lodi Sojuz MS-17 k Mezinárodní vesmírné stanici za 3 hodiny a 3 minuty 14. října 2020. Astrofyzik, popularizátor vědy a statistik kosmonautiky Jonathan McDowell ale reagoval, že rekordní čas takého spojení byl stanoven už 15. dubna 1968 a činí pouhých 47 minut, které uplynuly mezi startem lodi Kosmos 213 a jejím připojením k lodi Kosmos 212, která odstartovala o den dříve.
Na stanici loď dopravila 1,4 tuny pohonných látek a 5 tun nákladu včetně zásob pro šestiměsíční pobyt tří členů nadcházející mise Šen-čou 15. Součástí nákladu byly vědecké projekty včetně vědecko-popularizační družice, systému vodíkových a kyslíkových palivových článků a zařízení pro detekci vysokoenergetických částic se širokým energetickým spektrem.. Loď se 5. května 2023 v 07:26 UTC odpojila dělila od zadního portu TSS a vzdálila se od stanice. Poté přešla do režimu autonomního letu nedaleko od stanice, v němž vydržela až do 3. června 2023, kdy se od předního portu stanice odpoutala loď Šen-čou 15. K uvolněnému portu se 5. června v 19:10 UTC připojila právě loď Tchien-čou 5 a opětovně tak rozšířila vnitřní prostor stanice. K definitivnímu oddělení lodi od stanice došlo 11. září 2023 v 08:46 UTC. A o 16 hodin později, 12. září 2023 v 01:13 UTC loď provedla řízený návrat do atmosféry ukončený dopadem neshořelých částí do obvyklé oblasti jižního Pacifiku.

### Tchien-čou 6
Modifikovaná varianta lodi Tchien-čou poprvé odstartovala 10. května 2023 v 13:22:51 UTC a téhož dne ve 21:16 UTC se připojila k zadnímu portu modulu Tchien-che. Na stanici doručila celkem 7,4 tuny nákladu, z čehož 1 750 kg tvoří pohonné látky pro podporu vesmírné stanice, zejména pro opakované zvyšování oběžné dráhy stanice z balistických důvodů podobně, jako se tomu děje v případě Mezinárodní vesmírné stanice. Z doručených pohonných látek bylo asi 700 kg určeno k přečerpání do nádrží vesmírné stanice. Zbytek nákladu tvořily zásoby oblečení a potravin včetně čerstvého ovoce. CMSA také oznámil, že na TSS odletělo vybavení pro 29 vědeckých experimentů.
Loď se od modulu Tchien-che odpojila 12. ledna 2024 v 08:02 UTC a odletěla do vzdálenosti asi 5 km, kde zůstala, do 17. ledna 2024, dokud nebylo jisté, že ke stanici přiletěla a připojila se další zásobovací lodi, Tchien-čou 7. Tchien-čou 6 pak 18. ledna vzdálila, vypustila jeden univerzitní cubesat a 19. ledna ve 12:37 UTC zanikla při řízeném vstupu do atmosféry nad obvyklou, dopravně nevyužívanou oblastí jižního Tichého oceánu.

### Tchien-čou 7
Další let zásobovací lodi byl naplánován na počátek roku 2024, počátkem ledna vešlo ve známost datum 17. ledna kolem 14:26 UTC. Tyto informace se zcela naplnily, když loď z obvyklé rampy na kosmodromu Wen-čchang odstartovala v určený den ve 14:27:31 UTC. Pro přílet ke stanici byla použita trajektorie o dvou obletech Země, a tak se loď k TSS připojila po 200 minutách, v 17:46 UTC téhož dne k zadnímu portu stanice, uvolněnému o pouhých pět dní dříve předchozí nákladní lodí Tchien-čou 6. 
Společnost CAST, která loď i raketu vyvinula a vyrobila, se ohledně nákladu omezila na konstatování, že loď nese náklad, který "zahrnuje věci denní potřeby pro astronauty, téměř 100 kilogramů čerstvého ovoce a zeleniny a také vědecké experimenty," dále "údržbářské nástroje, zařízení, spotřební materiál a další zboží". Sdílnější ve svých zprávách nebyla ani vesmírná agentura CMSA. Později však bylo zveřejněno, že v hermetizované kabině loď přivezla 250 standardních balíků o celkové hmotnosti kolem 5 600 kg.
Loď se od stanice odpojila 10. listopadu 2024 v 08:30 UTC a vzdálila se od stanice, aby se v případě selhání své nástupkyně Tchien-čou 8 mohla ke stanici vrátit a znovu poskytovat posádce alespoň některé služby. Čínská agentura oznámila, že 16. listopadu se od lodi oddělil cubesat o velikosti 6 jednotek a o hmotnosti 10,1 kg. Tchien-čou 7 zanikla v zemské atmosféře, do které se nasměrovala zážehem svých motorů 18. listopadu 2024 kolem 12:50 UTC a ve 13:25 UTC do ní vstoupila nad jižním Pacifikem, nedaleko souostrroví Vanuatu.

### Tchien-čou 8
Už před startem předchozí nákladní lodi v lednu 2024 CNSA oznámila, že se 8. let uskuteční zhruba o 8 měsíců později. Nejpozději koncem dubna 2024 už se ale počítalo se startem s bezmála desetiměsíčním odstupem, 10. listopadu 2024, koncem října posunutým na „polovinu listopadu”. Start se skutečně odehrál 15. listopadu 2024 v 15:13:18 UTC a loď se pak po rychlé trajektorii dostala do blízkosti stanice a v 18:32 UTC se s ní spojila prostřednictvím zadního portu. Zůstane tam obvyklých 8 až 9 měsíců.
Čínská oficiální místa byla více otevřená nad rámec obvyklých obecných informací o tom, že loď veze spotřební materiál, pohonné hmoty, vybavení pro experimenty a další materiál pro kosmonauty. Novináři se dozvěděli, že jako část ze 458 kg vědeckého aplikačního materiálu loď na stanici dovezla cihly vyrobené z umělé měsíční půdy, které budou na vnějším povrchu po tři roky vystaveny drsnému prostředí otevřeného vesmíru, zejména vakuu, záření a rozdílům teplot. To otestuje vlastnosti tohoto materiálu a možnost jeho využití pro výstavbu Mezinárodní lunární výzkumné stanice (ILRS), jejíž stavbu Čína plánuje na rok 2030.
Čína také oznámila, že počínaje osmou zásobovací misí bude mít pro každou loď Tchien-čou připravenu rezervní raketu schopnou odletět do tří měsíců.
Kosmická loď se od stanice odpojila 8. července 2025 v 07:09 UTC a téhož dne ve 22:42 UTC vstoupila do horních vrstev atmosféry a zanikla

### Tchien-čou 9
Devátý let typu Tchien-čou následoval 6 dní po skončení předchozí mise. Kosmická loď poprvé letěla s vylepšeným systémem navigace a orientace a jak už se stalo zvykem, ke stanici doletěla za méně než 200 minut od startu. Ten se odehrál 14. července 2025 ve 21:34 UTC, připojení k zadnímu portu TSS pak 15. července v 00:52 UTC.
Podle dostupných informací dopravila Tchien-čou 9 na TSS 6,5 tuny zásob, především 1,5 tuny potravin, paliva, několika vědeckých a technologických přístrojů a zařízení, bezmála 800 kg materiálu pro 23 vědeckých experimentů, a také dva nové skafandry Fej-tchien pro výstupy do volného prostoru. Ty mají rozšířenou životnost z 15 na 20 použití a jsou určeny k náhradě dosluhujících skafandrů, používaných od zahájení provozu na stanici v roce 2021. Dopravené zásoby a materiál budou sloužit nejen stávající 9. posádce, která na TSS přiletěla v kosmické lodi Šen-čou 20, ale i následující 10. posádce, kterou na podzim 2025 na stanici dopraví Šen-čou 21.